# Friedolsheim
Friedolsheim é uma comuna francesa na região administrativa de Grande Leste, no departamento Baixo Reno. Estende-se por uma área de 3,49 km². Em 2010 a comuna tinha 252 habitantes (densidade: 72,2 hab./km²).